# Anastrepha guianae
Anastrepha guianae är en tvåvingeart som beskrevs av Stone 1942. Anastrepha guianae ingår i släktet Anastrepha och familjen borrflugor. Inga underarter finns listade i Catalogue of Life.